# Le amiche (film)

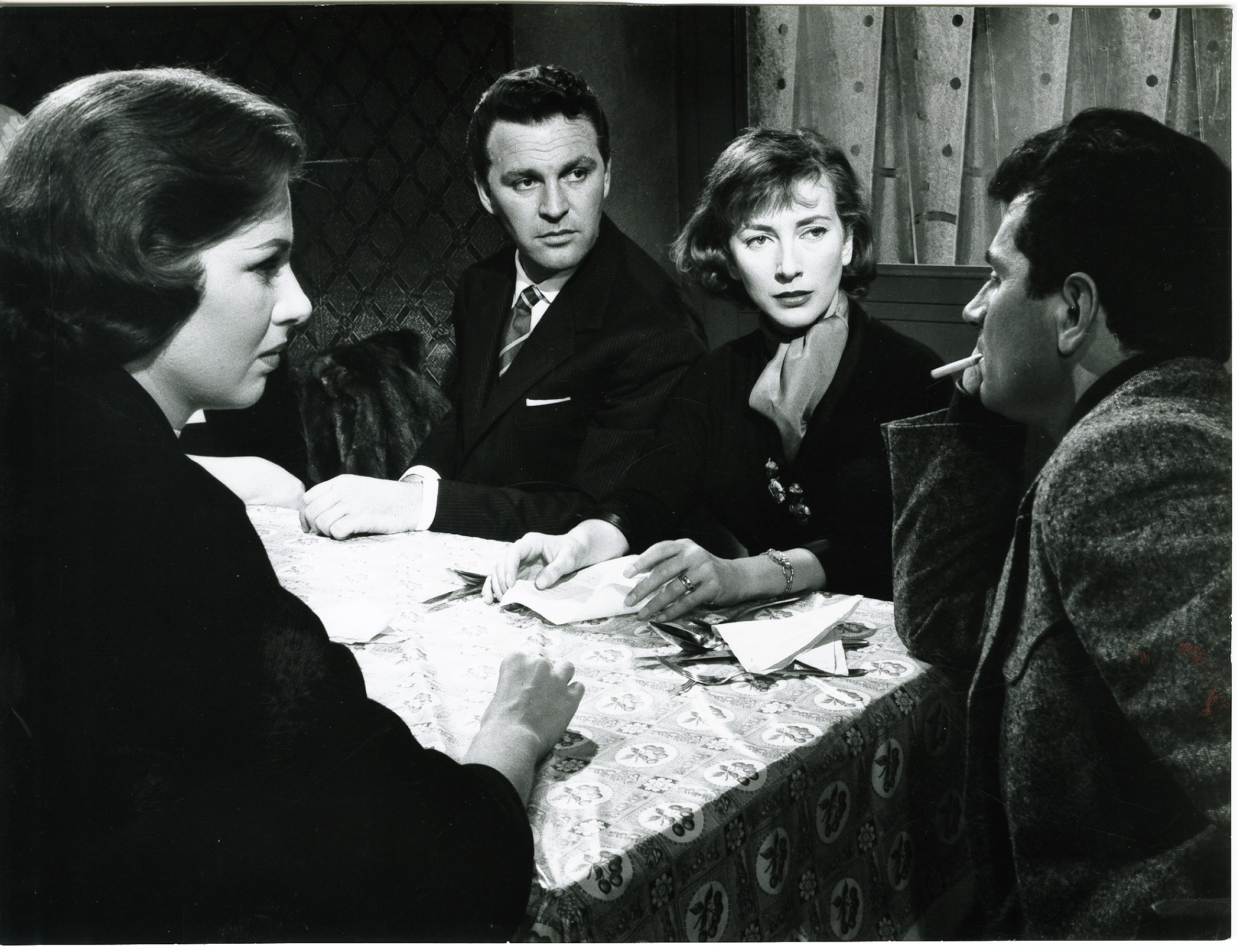
Madeleine Fischer, Franco Fabrizi, Valentina Cortese e Gabriele Ferzetti

Le amiche è un film del 1955 diretto da Michelangelo Antonioni, liberamente tratto dal romanzo Tra donne sole di Cesare Pavese.

## Trama
Clelia è una ragazza di umili origini: diventata un'importante modista di una casa di moda a Roma, ritorna nella natìa Torino per aprirvi una succursale. Qui incontra Momina, una donna ricca che vive nell'ozio, la cui amica Rosetta ha tentato il suicidio. Clelia non ha amici a Torino, avendo lasciato la città molti anni prima. Momina la invita a unirsi alla sua comitiva e Clelia inizia così a frequentare la vita sociale borghese a Torino. Fa parte del gruppo di amici anche Cesare, l'architetto che ha curato l'allestimento della boutique; scapolo, egli è un corteggiatore di Momina, che vive separata dal marito. Nella compagnia c'è anche una coppia: Lorenzo pittore e Nene ceramista. Clelia, segretamente, avvia una relazione con Carlo, aiutante di Cesare. Carlo non è nel giro di amicizie perché «è un semplice» (è di rango sociale inferiore).
Momina scopre che Rosetta, prima di tentare il suicidio, aveva cercato di chiamare Lorenzo. I due si conoscevano in quanto il pittore aveva realizzato, nei giorni precedenti, il ritratto della ragazza.
Una domenica la comitiva va in gita al mare. Tutti cercano di divertirsi: a metà giornata, però, una battuta sbagliata di Mariella su Rosetta causa un litigio tra le due ragazze e Momina. Rosetta decide di ritornare in treno a Torino. Clelia si offre di accompagnarla. Durante il viaggio, Rosetta rivela il motivo per cui aveva tentato il suicidio: si era innamorata di Lorenzo. Clelia, che capisce il malessere della ragazza, le offre un impiego nella boutique. Rosetta, nonostante sia di famiglia ricca, accetta per allontanarsi dall'angoscia che l'inquieta. Nei giorni successivi Rosetta e Lorenzo si rivedono e tra di loro inizia una relazione.
Momina, ritornata con suo marito, offre il suo appartamento agli amanti per i loro incontri amorosi. La moglie di Lorenzo, Nene, riceve un'offerta di lavoro negli Stati Uniti, che intende accettare. La storia di Clelia con Carlo, invece, non procede: tra i due c'è troppa differenza di interessi e cultura.
Il giorno dell'inaugurazione, coronata da un buon successo, tutte le amiche sono invitate. Nene riesce a parlare a Rosetta e, con molta franchezza, le dice che non intende frapporre ostacoli alla loro relazione.
Quella sera tutta la comitiva si ritrova in trattoria a festeggiare. Prima di entrare, Rosetta prende l'iniziativa di raccontare a Lorenzo della conversazione avuta con Nene. Per tutta la serata Lorenzo è di cattivo umore. Mariella invece è felice e annuncia a tutti il suo matrimonio. Il clima festoso dura poco. Lorenzo non gradisce una battuta di Cesare: sbotta e lo colpisce con un pugno. Poi esce dal locale. Solo Rosetta lo raggiunge. Trova le parole per dirgli che ha deciso di stare per sempre con lui. Lorenzo, freddamente, le risponde che sta bene da solo e se ne va.
La mattina dopo, mentre Lorenzo è tornato con Nene, che gli ha promesso che non partirà per gli Stati Uniti, Rosetta si suicida. L'unica, tra le amiche, a disperarsi per la sorte infelice della ragazza è Clelia. Davanti a Momina, che è venuta a darle la notizia nella boutique, si infuria. La titolare è presente e la convoca immediatamente per un colloquio. Non la licenzia, ma le consiglia di ritornare a Roma e aggiunge che può prendere la sera stessa il treno delle 22.
Clelia accetta immediatamente. Carlo non prende bene la notizia, ma Clelia gli fa capire che per lei il lavoro è più importante. Dà a Carlo un ultimo appuntamento al bar della stazione. Quella sera Carlo va in stazione, ma decide di non incontrare Clelia: arriva all'ora di partenza del treno e la guarda di nascosto, mentre se ne va.

## Riconoscimenti
- 1955 - Mostra internazionale d'arte cinematografica
  - Leone d'argento ex aequo
- 1956 - Nastro d'argento
  - Miglior regista a Michelangelo Antonioni
  - Migliore attrice non protagonista a Valentina Cortese
  - Migliore fotografia a Gianni Di Venanzo
- 1956 - Grolla d'oro
  - Miglior regista a Michelangelo Antonioni